# Ōgon Bat
 (mai 2011).
Si vous disposez d'ouvrages ou d'articles de référence ou si vous connaissez des sites web de qualité traitant du thème abordé ici, merci de compléter l'article en donnant les références utiles à sa vérifiabilité et en les liant à la section « Notes et références ».
Ōgon Bat (黄金バット, Ōgon Batto) (litt. : Chauve-souris dorée) aussi connu sous le nom de Golden Bat, est un personnage de fiction de Takeo Nagamatsu (永松 健夫, Nagamatsu Takeo) et fut l'un des tout premiers super-héros du XXe siècle au Japon.
Ōgon Bat est d'abord apparu au Japon dans les années 1930 dans des kamishibai. Au fil des années, il a pris l'apparence d'un homme à tête de mort dorée portant cape et bâton magique. Malgré son apparence, il n'était pas un anti-héros ou un super-vilain, mais un véritable super-héros aux valeurs nobles (mais restait assez lugubre, faisant ses entrées avec une espèce de rire sardonique).

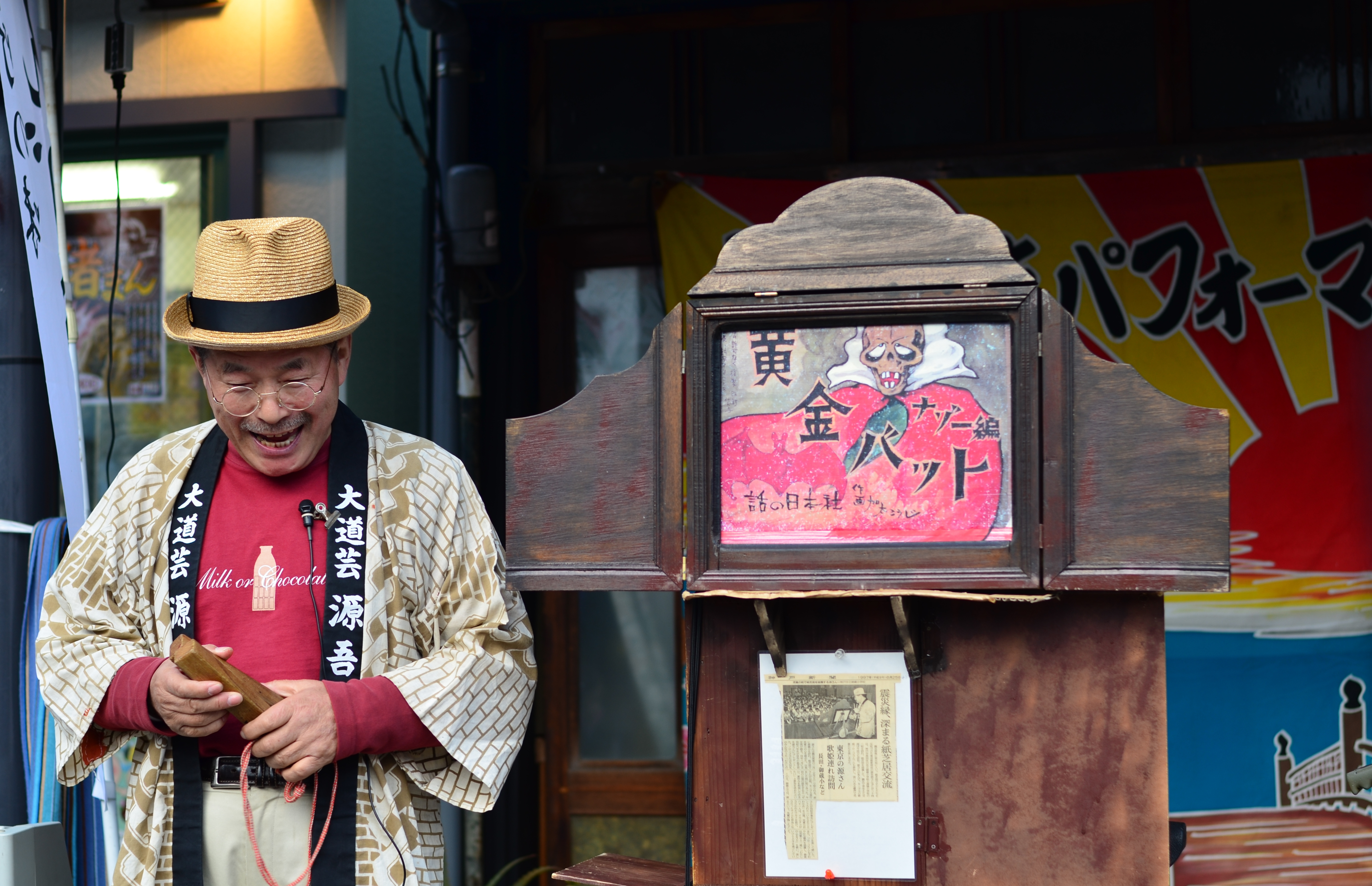
Spectacle de kamishibai sur une histoire d'Ōgon Bat.

Une adaptation filmique en 1966 avec Sonny Chiba a fini par lui donner une origine déterminée : Ōgon Bat est un ancien prêtre mort-vivant qui a été réveillé lors d'une excavation de ruines de l'Atlantide. Depuis, il protège la veuve et l'orphelin. Son apparition est systématiquement précédée par celle d'une petite chauve-souris dorée qui vole alentours.
Il est en particulier attaché à une fille appelée Marī qui peut l'appeler à volonté.
Quelques adaptations manga suivirent, dont une par Osamu Tezuka en 1947 sous le nom de Kaitō Ōgon Bat (怪盗黄金バット). À noter également plusieurs séries animées, dont une traitée en Corée du Sud. Dans la première d'entre elles, Ōgon Bat était doublé par Osamu Kobayashi.
En décembre 2022, un nouveau manga illustré par Kazutoshi Yamane est publié dans le magazine Champion Red d'Akita Shoten.
Bien que la franchise n'ait pas été dévoilée ou diffusée en France, on prétend cependant que l'ancienne identité de Nazo (l'ennemi juré) en tant que Black Bat a été largement inspirée par le personnage du roman français Zigomar de l'auteur Léon Sazie en 1909, et par l'adaptation cinématographique du L'histoire est devenue un énorme engouement au Japon de la fin de la période Meiji à la période Taisho.